# Tomasz Kowalski (piłkarz)
Tomasz Kowalski (ur. 14 września 1992 w Łodzi) – polski piłkarz występujący na pozycji pomocnika.

## Życiorys

### Kariera klubowa
W trakcie swojej kariery piłkarskiej reprezentował barwy polskich klubów: UKS SMS Łódź, Tur Turek, Jagiellonia Białystok, Widzew Łódź, Arka Gdynia, ŁKS Łódź, Drwęca Nowe Miasto Lubawskie, KKS 1925 Kalisz i Sokół Ostróda.
15 lipca 2019 podpisał kontrakt z polskim klubem Górnik Konin.

### Kariera reprezentacyjna
W reprezentacji Polski U-20 wystąpił 5 czerwca 2013 na stadionie Stadio Bruno Recchioni (Fermo, Włochy) w przegranym 1:6 meczu towarzyskim przeciwko reprezentacji Włoch U-20.

## Statystyki

### Klubowe
(aktualne na dzień 10 maja 2014)
| Klub                         | Sezon              | Liga               | Liga  | Liga   | Puchar Polski | Puchar Polski | Suma  | Suma   |
| Klub                         | Sezon              | Liga               | Mecze | Bramki | Mecze         | Bramki        | Mecze | Bramki |
| ---------------------------- | ------------------ | ------------------ | ----- | ------ | ------------- | ------------- | ----- | ------ |
| UKS SMS Łódź                 | 2009/10            | III liga           | 12    | 0      | –             | –             | 12    | 0      |
| UKS SMS Łódź                 | 2010/11            | III liga           | 20    | 2      | –             | –             | 20    | 2      |
| Tur Turek                    | 2011/12            | II liga            | 31    | 2      | 0             | 0             | 31    | 2      |
| Tur Turek                    | 2012/13 (j)        | II liga            | 12    | 2      | 2             | 1             | 14    | 3      |
| Jagiellonia Białystok (wyp.) | 2012/13            | Ekstraklasa        | 9     | 0      | 0             | 0             | 9     | 0      |
| Widzew Łódź                  | 2013/14            | Ekstraklasa        | 6     | 0      | 1             | 0             | 7     | 0      |
| Arka Gdynia                  | 2013/14            | I liga             | 6     | 0      | 4             | 0             | 10    | 0      |
| ŁKS Łódź                     | 2014/15            | III liga           |       |        |               |               |       |        |
| Ogólnie w karierze           | Ogólnie w karierze | Ogólnie w karierze | 96    | 6      | 7             | 1             | 103   | 7      |